# ハルビン地下鉄
ハルビン地下鉄（ハルビンちかてつ、中文表記: 哈尔滨地铁、英文表記: Harbin Metro）は、中華人民共和国黒龍江省哈爾濱市にて哈爾濱地鉄集団有限公司が運営する地下鉄である。

## 概要
2005年に建設工事が開始され、2013年9月26日に1号線の哈東駅 - 哈南駅間17.7kmが、2017年1月26日に3号線、2021年9月19日に2号線が開業した。
計画全体は10路線340kmに及ぶが、2023年現在上記3路線以外の建設工事は行われていない。

## 路線

### 営業中の路線

#### 1号線
2005年12月5日に着工。2009年冬に開催されたユニバーシアードに間に合わせるべく、2008年の竣工を予定していたが、2013年9月26日に哈爾濱東站駅 - 哈爾濱南站駅間17.7kmが開通した。2019年にはさらに哈爾濱南站駅から新疆大街駅へ延伸開業、さらには哈爾濱東站駅から東化工路駅への延伸計画がある。

#### 2号線
江北大学城駅 - 気象台駅間28.6kmを結ぶ。途中の博物館駅で1号線と、哈爾濱北站駅および哈爾濱站駅で中国国鉄と接続する。2021年9月19日に開業した。

#### 3号線
医大二院駅 - 哈爾濱西站駅 - 城郷路駅 - 太平橋駅 - 医大二院駅間37.6kmを結ぶ環状線。医大二院駅・太平橋駅では1号線と、人民広場駅・珠江路駅では2号線と、哈爾濱西站駅で高速鉄道と接続する。医大二院駅 - 哈爾濱西站駅 - 城郷路駅間が2017年1月26日に先行開業し、2024年11月26日に全線開業した。

### 当面計画しているその他路線

#### 4号線
前沙駅 - 科研街駅

#### 5号線
南京路駅 - 東三三道街駅

#### 6号線
群力新区 - 道外化工路

#### 7号線
平房南 - 哈南新城

#### 8号線
松浦 - 呼蘭区

#### 9号線
太平国際機場駅 - 哈爾濱西站駅
市街地から約30km南西にある哈爾濱太平国際空港と高速鉄道が発着する哈爾濱西站駅を結ぶ路線である。

#### 10号線
進郷街 - 延川大街